# 释万法
释万法（1920年11月2日—2007年7月9日），俗名刘继贤，生於绵阳安縣，中國佛教人物、高僧。

## 生平
生于1920年11月2日。幼時就读私塾，后考入四川省金堂县重点高级师范学校。毕业后随父习医，并常徒步去成都聆听中国近代高僧能海上师、法尊法师、阿旺堪布、悦西格西等宣讲佛教经典教义。1942年出家，1944年在广汉龙居寺依能海上师受具足戒。同年先后考入宝光佛学院、华西佛学院深造。1947年至1966年，依止能海上师学习戒、定、慧及一切经论教义，行持密法。
1986年万法法師受请担任罗浮山飞鸣禅院住持，重建禅院，2001年荣膺方丈。从2000年起，萬法法師担任总编审，整理、出版能海上师全部汉译仪轨及相关口传心授达180余万字。又曾任绵阳市政协委员、绵阳市人大代表、安县政协常委、绵竹县政协委员、四川省佛教协会咨议委员会副主席、绵阳市佛教协会名誉会长等。
2007年7月9日上午11时50分，萬法法師安详示寂，享年87岁，僧腊65年，戒腊63年。